# Hugh MacDiarmid
Pour les articles homonymes, voir McDiarmid.
Hugh MacDiarmid est le nom de plume de Christopher Murray Grieve (Crìsdean Mac a' Ghreidhir en gaélique écossais) (né le 11 août 1892 à Langholm – mort le 9 septembre 1978 à Édimbourg), un poète écossais du XXe siècle. Il a participé à la création de la version écossaise du modernisme et est un grand nom de la Renaissance écossaise. Chose inhabituelle pour une première génération de modernistes, il était communiste. Chose inhabituelle pour un communiste, il était un nationaliste écossais. Il a écrit aussi bien en anglais qu'en scots littéraire (souvent nommé lallans).

## Journaliste, soldat et écrivain
En 1908, il étudie à la Broughton Higher Grade School à Édimbourg, afin de devenir enseignant. Il y crée un journal, le Broughton Magazine. À la mort de son père, en 1911, MacDiarmid quitte l'école et l'Écosse pour aller travailler comme journaliste en Galles du Sud, au Montmouthshire Labour News. Il retourne en Écosse, en 1912, et travaille au Clydebank and Renfrew Press, puis au Forfar Review, en 1913. Cette même année, il rencontre celle qui va devenir son épouse, Peggy Skinner.
Pendant la Première Guerre mondiale, il sert dans le Royal Army Medical Corps où il obtient le grade de sergent quartier-maître. Entre 1916 et 1918, il est affecté au 42d General Hospital, près de Salonique, où il est frappé par la malaria. Après avoir reçu des soins en Angleterre, il est affecté à Dieppe, puis au Sections Lahore Indian General Hospital installé dans un château  aux Pennes-Mirabeau, près de Marseille, où les pertes humaines en raison de la grippe espagnole sont énormes.
Après guerre, il épouse Peggy Skinner et reprend son métier de journaliste. Son premier livre, Annals of the Five Senses (1923), publié sous le nom de C. M. Grieve, est un mélange de poésie et de prose en anglais, puis il se tourne vers l'écossais pour une série d'ouvrages, en culminant par son livre le plus connu, A Drunk Man Looks at the Thistle. Ce poème est généralement considéré comme l'un des plus importants long poems de la littérature écossaise du XXe siècle. Il publie ensuite plusieurs ouvrages composés de poèmes en anglais et en écossais.

## Politique, guerre, honneurs, voyages
En 1928, MacDiarmid participe à la fondation du National Party of Scotland et est aussi membre du Parti communiste de Grande-Bretagne. Dans les années 1930, il est exclu du parti nationaliste en raison de son obédience communiste et est exclu du parti communiste en raison de ses penchants nationalistes. En 1941, pendant la Seconde Guerre mondiale, il est à nouveau appelé sous les drapeaux. Travaillant comme mécanicien pour la marine, il est grièvement blessé aux jambes alors qu'il travaille sur une pièce en cuivre. Remis de ses blessures, il est transféré, en 1943, au service de la marine marchande et devient chef mécanicien sur un navire norvégien, le M.F.V. Gurli, affrété par l'amirauté britannique pour assister les navires de guerre britanniques et américains dans l'estuaire de la Clyde. Après guerre il se retrouve au chômage, mais il écrit cependant dans Voice of Scotland.
En 1950, il visite l'URSS avec les membres de la Scottish-USSR Friendship. Cette même année, George Orwell dresse une liste de sympathisants communistes pour les services secrets britanniques et MacDiarmid en fait partie. Sous le nom de Grieve, il se présente à l'élection générale de 1950 dans la circonscription de Glasgow Kelvingrove, en tant que candidat du Parti national écossais, arrivant bon dernier avec seulement 639 voix. Dans l'article le concernant sur le Who's Who, parmi ses hobbies MacDiarmid avait fait inscrire « anglophobie ».
Sa situation économique ne s'étant pas améliorée, il reçoit l'aide de certains nobles écossais qui apprécient son œuvre et son engagement pour l'Écosse. Une aide providentielle lui est accordée sous forme d'une pension de la liste civile par les services du premier ministre. En 1956, MacDiarmid rejoint le parti communiste. L'année suivante, l'université d'Édimbourg lui remet le titre honoraire de Doctor of Laws.
Dans les années 1960 et 1970, il voyage beaucoup et visite notamment la Tchécoslovaquie, la Roumanie, la Bulgarie, le Canada, les États-Unis, l'Italie ou encore l'Irlande. En 1978, il reçoit le titre honoraire de docteur en littérature de l'université de Dublin. La même année, il meurt, le 9 septembre, dans un hôpital d'Édimbourg. Il repose dans le cimetière de sa ville natale, à Langholm.

## Évolution de son œuvre
Alors que son intérêt se tourne vers la science et la linguistique, MacDiarmid utilise de plus en plus l'anglais, si bien que la plupart de sa poésie est ensuite écrite en cette langue. Son ambition est alors de vivre selon les mots de Rilke, qu'il admire, « le poète doit tout savoir et écrire de la poésie contenant tout le savoir ». Son œuvre devient alors un genre de found poetry, reprenant du texte provenant de diverses sources, ce qui conduit à des accusations de plagiat. Pour sa défense le poète répond : « Plus grand est le plagiat, plus grand est l'art ». Le grand accomplissement de la fin de sa carrière est une tentative, sur le mode de l'épopée, visant à rendre l'idée d'un monde sans Dieu, dans lequel tous les faits traités par la poésie sont scientifiquement vérifiables.
MacDiarmid écrit également quelques œuvres en prose non romanesque, comme son Scottish Eccentrics et une autobiographie, Lucky Poet. Il traduit également des ouvrages en écossais, comme Praise of Ben Dorain de Duncan Ban MacIntyre, qui sont bien reçus par les locuteurs gaéliques comme Sorley MacLean.